# Azinfos metil

Estructura química

El Azinfos metil (S-(3,4-dihidro-4-oxobenzo[d]-[1,2,3]-triazin-3-ilmetil) O,O-dimetil fosforoditioato) esun plaguicida organofosforado con actividad insecticida y acaricida.
Tiene un amplio campo de acción y ligera persistencia en el ambiente, actuando sobre los organismos vivos por contacto y por ingestión inhibiendo la acción de la colinesterasa.
En el año 2004 la EPA (Agencia de Protección Ambiental de Estados Unidos) prohibió su utilización, seguido de la Unión Europea, donde metil azinfos está prohibido desde 2006.

## Propiedades físicas y químicas
-Nombre químico: S-(3,4-dihidro-4-oxobenzo[d]-[1,2,3]-triazin-3-ilmetil) O,O-dimetil fosforoditioato)

-Fórmula química:  C10H12N3O3PS2
-Peso molecular: 317,33
-Tipo de plaguicida: Insecticida.
-Clasificación: Organofosforado
-Uso: Agrícola.
-Nombre comercial para uso agrícola: Acifon Técnico®, Azinfos Metil®, Azinfoz Metílico®...
Se trata de un producto incoloro con cristales de color amarillo. Su punto de fusión se sitúa entre los 72 y 74 °C.
La densidad relativa es de 1,44 a 22 °C. Soluble en metanol, etanol y propilenglicol, etileno, tolueno, cloroformo, acetonitrilo, benceno, tetracloruro de carbono y clorobenceno, siendo la solubilidad igual a 20,9mg/L a 20 °C. La presión de vapor es de 1,6x10^-6 mm Hg a 20 °C. La constante de la ley de Henry para este producto es de 2,4x10^-8 atm-m^3/mol a 25 °C. 
Se caracteriza por no ser corrosivo y por descomponerse al ser calentado por encima de los 200 °C. Tras ser quemado produce gases tóxicos incluyéndose los óxidos de nitrógeno, fósforo y azufre.

## Peligrosidad
Inflamable: es necesario un precalentamiento previo para que ocurra la llama.
El riesgo de explosión de azinfos metil es bajo en condiciones de incendio y sin reactivarse con el agua, por tanto se puede decir que es un producto estable.
Para la salud es muy peligroso. Una exposición corta podría llegar a causar lesiones residuales importantes e incluso la muerte, aunque se establezca un tratamiento médico rápido.

## Toxicidad
Azinfos metil se clasifica dentro del tipo I de toxicidad.
Varía moderadamente dependiendo del tipo de especie silvestre al que afecte, pasando por anfibios, peces, insectos, mamíferos, crustáceos y moluscos.
En los grupos de peces puede causar fallos en el sistema nervioso, nado errático, convulsiones, parálisis e incluso la muerte.
Los insectos como las abejas se ven afectadas con grandes pérdidas de población.
Cabe destacar la excepción del grupo de las aves, las cuales, (tanto en estudios de campo como de laboratorio) muestran una tolerancia significativamente alta que depende de la ruta de absorción, siendo algunos síntomas agudos como debilidad en extremidades, espasmos, diarreas o ausencia de movimiento.

## Efectos ambientales
Se trata de un pesticida con una persistencia en el medio bastante baja, pudiéndose clasificar como ligeramente persistente. Su potencial de bioacumulación es bajo sin haber evidencias de que se acumule en ecosistemas acuáticos o de que persista en plantas.
Tiene una vida media de 3 horas. Es eliminado de la atmósfera mediante reacciones con radicales libres y precipitación húmeda (cuando se encuentra en fase de vapor) o precipitación seca (cuando se encuentra en fase particulada).
Su movilidad queda reducida debido a la fuerte unión que tiene con las partículas del suelo, así también se puede decir que está limitado para lixiviarse hasta las aguas residuales
La biodegradabilidad y la volatilidad son las dos rutas primarias para su eliminación, en suelos con alto contenido de humedad, puede ser removido mediante procesos de fotólisis e hidrólisis. Para los seres vivos los principales procesos de remoción son la actividad microbiana y fotolítica (dejando la hidrólisis para aguas alcalinas con un pH mayor de 11).